# Partia Pracy (Litwa)

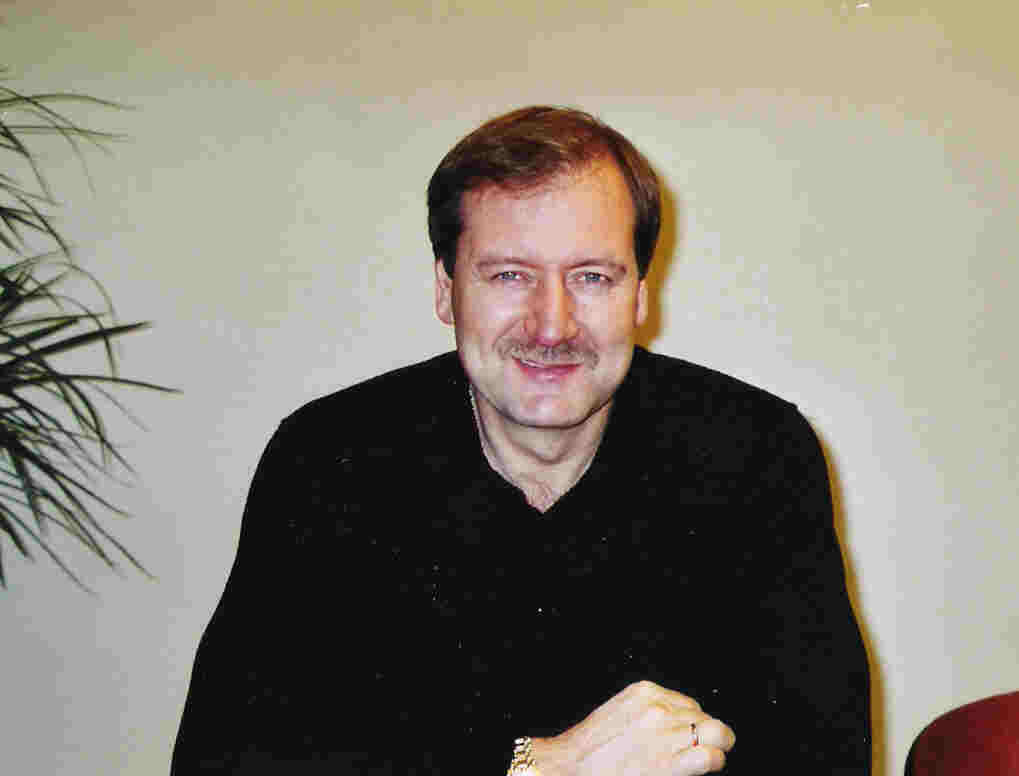
Viktor Uspaskich – założyciel partii

Partia Pracy (lit. Darbo partija, DP) – litewska partia polityczna, działająca od 2003, będąca ugrupowaniem centrowym i socjalliberalnym.

## Historia
Ugrupowanie zostało założone w 2003 z inicjatywy Viktora Uspaskicha, urodzonego w Rosji milionera i niezależnego posła na Sejm.
Po raz pierwszy swoje listy Partia Pracy wystawiła w wyborach do Parlamentu Europejskiego w 2004. DP zajęła w nich pierwsze miejsce z wynikiem 30,2% głosów, co przyniosło jej pięć mandatów eurodeputowanych, którzy wstąpili do frakcji Porozumienia Liberałów i Demokratów na rzecz Europy. DP dołączyła do Partii Europejskich Liberałów, Demokratów i Reformatorów.
Partia wygrała także wybory parlamentarne w październiku tego samego roku, zdobywając 28,44% głosów i 39 ze 141 miejsc w Sejmie.
DP przystąpiła do nowej koalicji rządowej, obejmując pięć tek ministerialnych. Viktor Uspaskich został w gabinecie Algirdasa Brazauskasa ministrem gospodarki. W połowie 2005 podał się do dymisji, składając też mandat poselski. Doszło do tego po pojawieniu się podejrzenia wykorzystywania swojej pozycji do promowania powiązanej z jego rodziną prywatnej firmy. Wkrótce kolejne zarzuty związane z nadużyciami finansowymi zaczęto wysuwać pod adresem innych przywódców Partii Pracy, co doprowadziło do jej wyjścia z koalicji w czerwcu 2006, a także do dymisji premiera. Ugrupowanie opuściło kilkunastu posłów (m.in. Viktoras Muntianas), z których większość współtworzyła nowe stronnictwo pod nazwą Partia Demokracji Obywatelskiej. Viktor Uspaskich zrezygnował z kierowania partią (zastąpił go deputowany Kęstutis Daukšys), jednak po niespełna roku powrócił na stanowisko przewodniczącego.
W 2007 DP odnotowała przeciętne wyniki w wyborach samorządowych, uzyskując w skali kraju 111 mandatów. W 2008 na potrzeby wyborów parlamentarnych część działaczy powołała nowe ugrupowanie Partię Laburzystów (Leiboristų partija), z którą Partia Pracy stworzyła formalnie koalicję wyborczą.
W wyborach tych lista uzyskała 8,99% głosów i zdobyła 10 mandatów (8 z listy wyborczej i 2 w okręgach większościowych). W 2011 wprowadziła do samorządów 165 radnych. W tym samym roku dołączyło do niej ugrupowanie Nowy Związek (Socjalliberałowie) Artūrasa Paulauskasa
W 2012 ugrupowanie wygrało w okręgu większościowym (19,82% głosów i 17 mandatów), 12 jego przedstawicieli uzyskało mandaty w okręgach większościowych. Partia zawiązała następnie koalicję z LSDP, AWPL oraz partią Porządek i Sprawiedliwość, współtworząc rząd Algirdasa Butkevičiusa, który rozpoczął urzędowanie 13 grudnia 2012. W 2013 DP zasilili działacze Partii Chrześcijańskiej Gediminasa Vagnoriusa, a formalną przewodniczącą ugrupowania została Loreta Graužinienė.
W 2015 laburzyści utracili część samorządowej reprezentacji – otrzymali 145 mandatów radnych. Skutkowało to rezygnacją przewodniczącej Partii Pracy z tego stanowiska – zastąpił ją Valentinas Mazuronis, który ustąpił w 2016, gdy partia nie przekroczyła progu wyborczego do Sejmu.
W wyborach w 2016 ugrupowanie dostało 4,68% głosów, wprowadziło 2 swoich przedstawicieli w okręgach jednomandatowych. W grudniu tegoż roku nową przewodniczącą Partii Pracy została Živilė Pinskuvienė. W 2017 po jej odejściu z partii tymczasowym przewodniczącym został Šarūnas Birutis. W kwietniu 2018 na stanowisko przewodniczącego powrócił Viktor Uspaskich.
W 2019 Partia Pracy z własnych list wprowadziła 60 radnych do litewskich samorządów. W wyborach w 2020 DP przekroczyła próg wyborczy – otrzymała 9,43% głosów. Wprowadziło 10 przedstawicieli do Sejmu (9 z listy krajowej i 1 w okręgu jednomandatowym). We wrześniu 2022 funkcję przewodniczącego DP objął Andrius Mazuronis. W wyborach lokalnych w 2023 mandaty radnych uzyskało 46 kandydatów partii. Po porażce w wyborach europejskich w 2024 z funkcji przewodniczącego ustąpił Andrius Mazuronis. Tymczasowe kierownictwo przejął Valentinas Bukauskas, który wkrótce zrezygnował. W lipcu 2024 przewodniczącym (formalnie tymczasowym) został ponownie Viktor Uspaskich. W wyborach do Sejmu w tym samym roku koalicja skupiona wokół Partii Pracy otrzymała 2,2% głosów i nie wprowadziła do litewskiego parlamentu żadnych swoich przedstawicieli. Jeszcze w tym samym roku formacja powołała nowego tymczasowego przewodniczącego (został nim Rolandas Janickas).

## Poparcie w wyborach
| Wybory | Poparcie (lista krajowa) | Zmiana punktów procentowych | Lista krajowa | Zmiana | Okręgi jednomandatowe | Zmiana | Suma |
| ------ | ------------------------ | --------------------------- | ------------- | ------ | --------------------- | ------ | ---- |
| 2004   | 28,4%                    | –                           | 22            | –      | 17                    | –      | 39   |
| 2008   | 9,0%                     | –19,4                       | 8             | –14    | 2                     | –15    | 10   |
| 2012   | 19,8%                    | +10,8                       | 17            | +9     | 12                    | +10    | 29   |
| 2016   | 4,7%                     | –15,1                       | 0             | –17    | 2                     | –10    | 2    |
| 2020   | 9,4%                     | +4,7                        | 9             | +9     | 1                     | –1     | 10   |
| 2024   | 2,2%                     | –7,2                        | 0             | –9     | 0                     | –1     | 0    |

| Wybory | Poparcie | Zmiana punktów procentowych | Mandaty | Zmiana | L. miejsc dla Litwy |
| ------ | -------- | --------------------------- | ------- | ------ | ------------------- |
| 2004   | 30,2%    | –                           | 5       | –      | 13                  |
| 2009   | 8,8%     | –21,4                       | 1       | –4     | 12                  |
| 2014   | 12,8%    | +4,0                        | 1       | –      | 11                  |
| 2019   | 9,0%     | –3,8                        | 1       | –      | 11                  |
| 2024   | 1,7%     | –7,3                        | 0       | –1     | 11                  |